# Круглый пруд (Москва)
Круглый пруд — один из Измайловских прудов, расположен в западной части Измайловского лесного массива (на территории Измайловского парка) рядом с водоразделом рек Серебрянки и Нищенки.

## Описание
Пруд имеет круглую форму (отсюда и название), но в западной части воды упираются в аллею, по которой можно попасть с аллеи Пролетарского Входа на Народный проспект. В центре пруда находится искусственный остров с рощей, повторяющий его форму. Таким образом водное пространство имеет форму кольца шириной 70—90 м, площадь пруда составляет 5,5 га. Сток уходит на запад по ложбине, которая когда-то, предположительно, была истоком реки Благуши. Берега пруда и острова укреплены железобетонной стенкой. На западном берегу растут более 20 белых ив. На территории пруда наблюдались гоголи. Местные жители использует пруд как место отдыха, прогулок, катания на лодках и катамаранах, рыбалки (водится карась, ротан). Рядом с прудом расположено кафе и колесо обозрения. На карте 1848 года вместо Круглого пруда было обозначено Черничное болото. Предположительно, в этих местах было большое лесное понижение с высокой влажностью рядом черт водораздельного переходного болота, на месте которого и был обустроен пруд.